# 남원 대곡리 암각화
남원 대곡리 암각화(南原 大谷里 岩刻畵)는 대한민국 전북특별자치도 남원시, 봉황대로 불리는 구릉의 정상 부근 암벽에 새긴 것으로 호남지방에서 유일한 선사시대의 암각화이다. 1998년 11월 27일 전라북도의 유형문화재 제163호로 지정되었다.

## 개요
암각화란 선사시대 사람들이 바위나 동굴벽에 기호나 물건, 동물 등의 그림을 새겨놓은 것을 말하는데, 주로 농사의 풍요와 생산의 의미를 지니는 주술행위의 결과물로 보인다.
대곡리암각화는 봉황대로 불리는 구릉의 정상 부근 암벽에 새긴 것으로 호남지방에서 유일한 선사시대의 암각화이다. 암각화는 두 곳에 위치하고 있는데, 크기는 1∼2m 내외이며 상하 혹은 좌우 대칭으로 기하학적인 문양을 새겼다. 마모가 심하여 자세하지는 않지만, 사람이나 짐승의 얼굴을 묘사한 듯하다.
이 암각화는 1991년 처음으로 학계에 보고되었으며, 전북지방의 선사시대 문화를 이해하는 데 매우 중요한 자료이다.

## 참고 자료
- 대곡리암각화 - 국가유산청 국가유산포털